# Париски споразум
Париски споразум (фр. Accord de Paris) је споразум у оквиру Уједињених нација о климатским променама (УНФЦЦЦ) о ублажавању климатских промена, прилагођавању и финансијама, потписан 2016. године. 
Језик споразума је преговаран са представницима 196 држава чланица на 21. конференцији страна УНФЦЦЦ-а у близини Париза, Француске, и усвојен је консензусом 12. децембра 2015. Од јануара 2021. године, 190 чланова УНФЦЦЦ-а су странке споразума. Од седам држава чланица УНФЦЦЦ које никада нису ратификовале споразум, једини главни емитери су Иран, Турска и Ирак. Сједињене Државе отказале су споразум 2020. године, али су га поново прихватиле 20. јануара 2021, с ступањем на снагу 19. фебруара 2021.
Дугорочни температурни циљ Париског споразума је да одржи пораст глобалне просечне температуре знатно испод 2 °C (36 °F) изнад прединдустријског нивоа; и да наставе са напорима да се пораст ограничи на 1,5 °C (34,7 °F), препознајући да би то значајно смањило ризике и утицаје климатских промена. То би требало урадити смањењем емисија што је пре могуће, како би се у другој половини 21. века „постигла равнотежа између антропогених емисија из извора и уклањања гасовима са ефектом стаклене баште“. Такође има за циљ да повећа способност страна да се прилагоде негативним утицајима климатских промена и учини да „финансијски токови буду у складу са путем ка ниским емисијама стакленичких гасова и развоју отпорном на климу“.
Према Париском споразуму, свака земља мора утврдити, планирати и редовно извештавати о доприносу који предузима за ублажавање глобалног загревања. Ниједан механизам не приморава земљу да постави одређени циљ емисија до одређеног датума, али сваки циљ треба да пређе претходно постављене циљеве. Споразум се спроводи искључиво путем националне политике земаља. кроз побољшање енергетске ефикасности како би се смањио енергетски интензитет глобалне економије. Имплементација такође захтева да се смањи сагоревање фосилних горива и да брзо расте удео одрживе енергије.
Да би се задржало испод 1,5 °C глобалног загревања, емисије морају бити смањене за отприлике 50% до 2030 године. Ово је збир националног доприноса сваке земље.